# カービスベイ・ホテル
カービスベイ・ホテル（Carbis Bay Hotel）は、イギリスのイングランド・コーンウォール州セント・アイヴス近郊にあるホテル。砂浜を見下ろすように建ち、カービスベイで最も目立つ建築物である。

## 歴史
1894年にシルバヌス・トレベイルという、19世紀のコーンウォールで最も特筆すべき建築家によって建てられた。2003年よりモンク一族からステファン・バーカー（Stephen Baker）一家の所有に変わった。
小説家のヴァージニア・ウルフが1914年の春に3週間ほど、精神的な病気の療養を兼ねて宿泊した。後にウルフは、カービスベイの近くにあるゴッドレビー灯台を舞台にした小説『灯台へ』を1927年に発表した。映画監督のデヴィッド・リーンも1度宿泊した。
作家のロザムンド・ピルチャーは、このホテルを舞台として『シェルシーカーズ』（1988年）と『冬至』（Winter Solstice 、2000年）の2篇の小説を執筆した（作中では「サンズ・ホテル」〔The Sands Hotel〕としている）。

## 建築
ホテルは3階建てで、伝統的なクリーム色をしており、2つの大きなベイを持つ。煙突が6基あり、2基は両側のベイに、2基は中間にある。数度の拡張工事が行われ、2015年に砂浜を見下ろす、正面の大きなサンルームを改修した。

## サミット

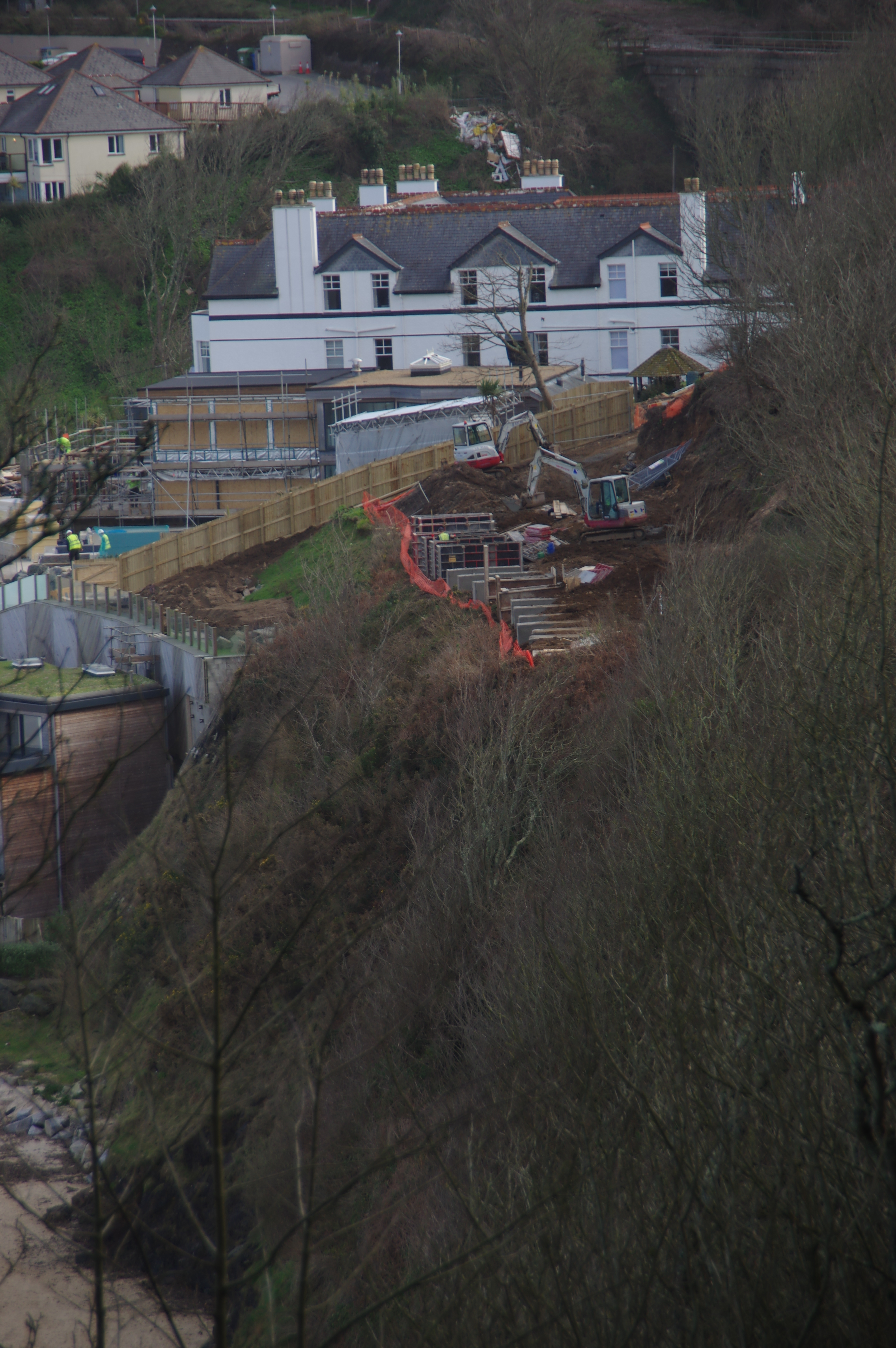
サミット開催を控えた開発（2021年3月）

2021年1月に、同年6月の第47回先進国首脳会議（G7）をカービスベイで開催することが発表された。議長を務めるボリス・ジョンソンの曽祖父がカービスベイに暮らしていたという、ジョンソンのゆかりの地であることから、会場に選ばれた。3月には、サミットに向けた開発を行っていたホテルに建築許可違反の疑いがあるとして地元の計画機関が調査を開始した。ホテル側は何らの規制に違反していないと疑惑を否定した。この工事期間中にホテルを利用した客の評価は二分され、サミットに向けた準備が賑いを与えていると高評価を付けた人もいれば、スパの閉鎖や工事の騒音に苦言を呈する人もいた。
サミット開催によるコーンウォールの経済効果は、5000万ポンド（≒77億円）と計算されている。なお、ホテルはサミットの会議場としてのみ利用され、首脳陣はトレゲンナ城に宿泊した。